# Volkskundemuseum (Antwerpen)
Het Volkskundemuseum was van 1958 tot 2007 een museum in Antwerpen. Het lag vlak achter het stadhuis in de Gildekamersstraat. 

## Geschiedenis
Het Volkskundemuseum was de opvolger van het eerste Belgische folkloremuseum uit 1907. Dit laatste ontstond op basis van de collectie van de dichter Max Elskamp en was oorspronkelijk gevestigd in de Heilige Geeststraat en vanaf 1935 in een vroegere meisjesschool in de Sint-Andriesstraat.
Het museum sloot in 2007 en met uitzondering van de boeken die naar de Erfgoedbibliotheek Hendrik Conscience gingen, werd haar collectie overgebracht naar het Museum aan de Stroom (MAS).
De gebouwen in de Gildekamersstraat werden na de sluiting samen met deze van het vroegere Etnografisch Museum aan Suikerrui en Kaasstraat in 2016-2018 heringericht tot het DIVA. Dat is het Antwerps museum voor diamant, edelsmeedkunst en juwelen.